# Humban-haltaix III
Humban-haltaix III o Humban-Haltaš III va ser rei d'Elam. Va pujar al tron l'any 650 aC, probablement.
Durant el seu regnat els assiris van atacar Elam i van ocupar la ciutat de Madaktu, cosa que els facilitava l'entrada al regne d'Elam. L'any 647 aC el rei Assurbanipal va ocupar Susa, i va capturar a Humban-haltaix. Es coneix un text d'Assurbanipal que diu:
| «              | Susa, la gran ciutat santa, morada dels seus déus, seu dels seus misteris, la vaig conquerir. Vaig entrar als seus palaus, vaig obrir els seus tresors on s'acumulava plata i or, béns i riqueses... Vaig destruir el Ziggurat de Susa. Vaig trencar les seves banyes de coure brillants. Vaig reduir a pols els temples d'Elam; i la pols dels seus déus i deesses la vaig escampar als vents. Vaig devastar les tombes dels seus reis antics i recents, vaig exposar-los al sol i em vaig endur els seus ossos cap a la terra d'Assur. Vaig devastar les províncies d'Elam i a les seves terres vaig sembrar sal. | » |
| — Assurbanipal | |   |